# Daniel Scholz (Schauspieler)
Daniel Scholz (* 1975 in Görlitz) ist ein deutscher Schauspieler.

## Leben
Daniel Scholz, in Sachsen geboren, wuchs in seiner Heimatstadt Görlitz auf. Er studierte von Herbst 1998 bis Sommer 2002 Schauspiel an der Hochschule für Musik und Darstellende Kunst in Frankfurt am Main.
Nach seiner Ausbildung erhielt er sein erstes Festengament am Nationaltheater Mannheim (2003–2006). Anschließend folgte von 2005 bis 2008 ein zweijähriges Festengagement an der Landesbühne Niedersachsen Nord in Wilhelmshaven, an der er u. a. als Danton und Wilhelm Tell (Regie: Christian Hockenbrink) auf der Bühne stand.
Ab der Spielzeit 2008/09 war er am Staatstheater Kassel engagiert. Hier spielte er u. a. Pentheus in Die Bakchen (Regie: Gustav Rueb), Leicester in Maria Stuart (Regie: Schirin Khodadadian), Rodolfo in Das Leben der Bohème (Regie: Martin Schulze) und Graf Almaviva in Der tolle Tag oder Figaros Hochzeit (Regie: Patrick Schlösser) spielte.
Von 2011 bis 2017 gehörte er zum Ensemble des Staatstheaters Nürnberg. Am Schauspiel Nürnberg verkörperte u. a. Marquis Posa in Don Karlos (Premiere: 2013, Regie: Schirin Khodadadian), Graf Wetter von Strahl in Das Käthchen von Heilbronn (Premiere: 2014, Regie: Bettina Bruinier), Hoederer in Die schmutzigen Hände (Premiere: 2015, Regie: Schirin Khodadadian) und den Protagonisten Winston Smith in einer Bühnenfassung des Orwell-Romans 1984 (Premiere: 2015, Regie: Christoph Mehler). Den Wilhelm Tell spielte er, unter der Regie von Volker Schmalöer, auch in Nürnberg wieder, in einer Neuinszenierung des Schiller-Stücks in der Spielzeit 2015/16. In der Spielzeit 2016/17 spielte er den Herrn John in einer Neuinszenierung von Hauptmanns Theaterstück Die Ratten (Regie: Sascha Hawemann).
Zu Beginn der Spielzeit 2017/18 wechselte Scholz an das Staatstheater Darmstadt. Dort debütierte er als Hauptmann Holofernes in Judith. In der Spielzeit 2017/18 übernahm er außerdem die Rolle des Schupos Alfons Klostermeyer in einer Neuinszenierung des Horváth-Stücks Glaube Liebe Hoffnung (Regie: Christoph Mehler). Zum Spielzeitbeginn 2018/19 verkörperte Scholz die Rolle des Barons in einer Bühnenadaption von Michael Hanekes Film Das weiße Band von Regisseur Christoph Frick.
Scholz wirkte auch in einigen Film- und Fernsehproduktionen und in Werbefilmen mit. In der Fernsehserie In aller Freundschaft war er im Juli 2016 (Folge 734) in einer Episodenhauptrolle zu sehen; er spielte den Familienvater Hanno Seyfried, den Ehemann einer übergewichtigen Patientin mit Cushing-Syndrom. In der 5. Staffel der ZDF-Serie Bettys Diagnose (2019) übernahm Scholz eine der Episodenrollen als Vater eines an Diphtherie erkrankten Jungen. In der 17. Staffel der ZDF-Serie SOKO Köln (2019) hatte Scholz ebenfalls eine der Episodenrollen als Tatverdächtiger. Im 5. Film der TV-Reihe Der Lissabon-Krimi (2020) übernahm Scholz eine der Episodenhauptrollen als pädophiler Schuhmachermeister Carlos Mendes.
Der Werbekurzfilm Primagas GmbH – Der Kundenberater (2017), mit Daniel Scholz in der Hauptrolle, wurde im Oktober 2018 in der Kategorie „Corporate Image Films“ bei den Media and TV Awards in Cannes mit dem Silbernen Delfin ausgezeichnet.
Scholz tritt auch als Rezitator hervor und macht Lesungen. Er lebt mittlerweile in der Nähe von München und ist freiberuflich. 

## Filmografie (Auswahl)
- 2009: Der letzte Gang (Kurzfilm)
- 2016: 4. Stock (Kurzfilm)
- 2016: Dunkle Materie (Kurzfilm)
- 2016: Rentnercops: Echte Freunde (Fernsehserie, eine Folge)
- 2016: In aller Freundschaft: Fehler muss man machen (Fernsehserie, eine Folge)
- 2017: Nicht tot zu kriegen: Das Leben ist kein Schnapsladen! (Comedyserie, eine Folge)
- 2019: Bettys Diagnose: Kopf oder Herz (Fernsehserie, eine Folge)
- 2019: Der Staatsanwalt: Vergissmeinnicht (Fernsehserie, eine Folge)
- 2019: SOKO Köln: Endstation Sehnsucht (Fernsehserie, eine Folge)
- 2022: WaPo Berlin: Die Tote aus dem Müggelsee (Fernsehserie, eine Folge)
- 2022: Billy Kuckuck – Mutterliebe (Fernsehreihe)
- 2023: WaPo Duisburg: Doping (Fernsehserie, eine Folge)
- 2024: Der Staatsanwalt: Eine todsichere Sache (Fernsehserie, eine Folge)
- seit 2024: Die Spreewaldklinik (Fernsehserie)
- 2024: Tatort: Murot und das 1000-jährige Reich